# Torneo Godó 2005
Torneo Godó 2005 — тенісний турнір, що проходив на ґрунтових кортах у місті Барселона, Іспанія з 18 квітня . Належав до категорії ATP International Series Gold, був турніром серії Відкритий чемпіонат Барселони з тенісу 2005 року.

## Фінальна частина

### Одиночний розряд
Рафаель Надаль —  Хуан Карлос Ферреро 6–1, 7–6, 6–3

### Парний розряд
Леандер Паес /  Ненад Зімоньїч —  Фелісіано Лопес /  Рафаель Надаль 6–3, 6–3